# Борсук, Леонид Иванович
Леонид Иванович Борсук (14 сентября 1949, Гомель) — белорусский футбольный тренер.

## Биография
Окончил Белорусский государственный институт физической культуры (1970). В качестве игрока выступал только в соревнованиях коллективов физкультуры, в том числе за армейскую команду ЛВВПУ СА и ВМФ (Львов).
Много лет работал в Гомеле детским тренером. Среди его воспитанников — Александр Кульчий, Алексей Меркулов.
Во второй половине 2000-х годов входил в тренерский штаб основного и дублирующего состава ФК «Гомель». В августе-сентбяре 2008 года после отставки Анатолия Юревича исполнял обязанности главного тренера клуба. В августе 2009 года снова возглавил команду после отставки Андрея Юсипца и работал до конца сезона, в итоге «Гомель» вылетел из высшей лиги.
С 2010 года снова работает детским тренером в гомельской СДЮШОР-8, тренировал команды 2004 и 2009 г.р..